# Vetenskapsåret 1819

## Händelser

### Astronomi
- Okänt datum - Pons-Winneckes komet siktas för första gången [1].
- Okänt datum - Enckes komet siktas för första gången [1].

### Teknik
- Okänt datum - Kapten John H. Hall uppfinner en förbättring av flintlåset.
- Okänt datum - René Laënnec uppfinner stetoskopet.

## Pristagare
- Copleymedaljen: Utdelades ej.

## Födda
- 5 juni - John Couch Adams (död 1892), brittisk matematiker och astronom.
- 13 augusti - George Gabriel Stokes (död 1903), irländsk-brittisk matematiker och fysiker.
- 18 september - Léon Foucault (död 1868), fransk fysiker.
- 22 september - Johan Julius Åstrand, (död 1900), svensk astronom.
- 23 september - Hippolyte Fizeau (död 1896), fransk fysiker.

## Avlidna
- 19 augusti - James Watt (född 1736), skotsk matematiker och ingenjör, uppfinnare på ångmaskinens område.
- Elsa Beata Bunge (född 1734), svensk botaniker.

### Fotnoter
1. 1 2  Så funkar universum, James Muirden